# Kaxgar
Kaxgar sau „Kashgar” (chineză: 喀什市 Kāshí Shì) este capitala Regiunii Kashgar (Xinjiang), este un oraș situată într-o oază, la nord-est de muntele Kongur din masivul Pamir, orașul fiind un nod de legătură din Drumul Mătăsii.